# Шрексбах
Шрексбах (нем. Schrecksbach) — община в Германии, в земле Гессен. Подчиняется административному округу Кассель. Входит в состав района Швальм-Эдер.  Население составляет 3234 человека (на 31 декабря 2010 года). Занимает площадь 36,61 км².